# Кабачигуртское (сельское поселение)
Кабачигуртское — упразднённое муниципальное образование со статусом сельского поселения в Игринском районе Удмуртии Российской Федерации.
Административный центр — деревня Кабачигурт.

## История
Статус и границы сельского поселения установлены Законом Удмуртской Республики от 19 ноября 2004 года № 65-РЗ «Об установлении границ муниципальных образований и наделении соответствующим статусом муниципальных образований на территории Игринского района Удмуртской Республики».
К 18 апреля 2021 года упраздняется в связи с преобразованием района в муниципальный округ.

## Население
| 2010  | 2012  | 2013  | 2014  | 2015  | 2016  | 2017  |
| ----- | ----- | ----- | ----- | ----- | ----- | ----- |
| 1440  | ↘1423 | ↗1450 | ↘1431 | ↘1412 | ↘1395 | ↘1369 |
| 2018  | 2019  | 2020  |       |       |       |       |
| ↗1382 | ↘1370 | ↘1369 |       |       |       |       |

## Состав сельского поселения
| № | Населённый пункт  | Тип населённого пункта          | Население |
| - | ----------------- | ------------------------------- | --------- |
| 1 | Беризевыр         | деревня                         | →0        |
| 2 | Гереево           | деревня                         | ↘116      |
| 3 | Зянтемошур        | деревня                         | ↘151      |
| 4 | Ильяпиево         | деревня                         | ↗104      |
| 5 | Кабачигурт        | деревня, административный центр | ↗475      |
| 6 | Сетпиево          | деревня                         | ↘114      |
| 7 | Среднее Шадбегово | деревня                         | ↘175      |
| 8 | Старое Шадбегово  | деревня                         | →15       |
| 9 | Чимошур           | деревня                         | ↗273      |

## Объекты социальной сферы
- 3 школы
- Дошкольное учреждение
- 4 фельдшерско-акушерского пункта
- 5 клубных учреждений
- Библиотека